# Козма Драчки
Козма (на гръцки: Κοσμάς) е гръцки духовник, писател и дипломат. Той е китийски митрополит през 1675-1676 година и драчки митрополит през 1693-1702 година.

## Биография
Роден е със светско име Константинос Маврудис през 1643 година в Тунис в заможно гръцко семейство. Майка му е родом от Кипър, а баща му — от Солун, като съществува предположение, че той е елинизиран българин. През ноември 1660 година Константин Мавруди започва обучението си в гръцката колегия „Свети Атанасий“ в Рим и през 1663 година става йеродякон. Поради влошеното си здраве, през 1664 година напуска училището и прекарва известно време с братството на Божи гроб в Йерусалим.
От Йерусалим Козма се връща в родния си град в качеството на представител на патриарх Паисий Александрийски. През 1666 година заминава с френския консул в Тунис Жак дьо Молин за Париж, където печели благоволението на крал Луи XIV. С препоръчителни писма от него той посещава различни места, а през 1675 година посещава майка си в Кипър.
Там, със съдействието на френския консул в Ларнака Балтазар Сован, става китийски митрополит, но не по-късно от декември 1676 година е отстранен от тази длъжност. Това вероятно става, поради симпатиите му към католицизма. Самият Козма в кореспонденцията си с френския двор нарича себе си „чедо на Римската църква“, православните – „схизматици“. През следващите години той продължава да пътува, като използва титлата китийски митрополит.
Последните години от живота си Козма Китийски прекарва на различни длъжности в Охридската архиепископия. През 1682 година той вече е игумен на манастира „Свети Иван Владимир“ в Елбасан, а през 1685 година — местоблюстител и настойник на Охридската архиепископия. На този пост остава до 1693 година. Не по-късно от януари 1694 година Козма става митрополит на Драч и остава на тази длъжност до 1699 година или до смъртта си през 1702 година.